# Filoviridae
Filoviridae es una familia de virus del orden Mononegavirales. Se caracterizan por poseer como genoma ARN lineal monocatenario de sentido negativo, y por infectar a primates. Agrupa, entre otros, al virus del Ébola y al virus de Marburg.
Causan serias fiebre hemorrágica virales, caracterizadas por anormalidades en el sangrado y en coagulación sanguínea, incluyendo el sangrado difuso. El virus del Ébola destruye el sistema inmunitario.

## Características
Los viriones (partículas virales)  se caracterizan por su forma larga, cilíndrica, con partículas filamentosas que pueden ser rectas, curvadas, coleadas, o encontrarse en formas configurativas de  "6"  o de  "U".  Están ocasionalmente ramificados y las partículas varían grandemente en longitud pero el diámetro (de cerca de 80 nm) es consistente. El genoma es un ARN lineal, de cadena única y sentido negativo. Sintetizan siete proteínas: VP24, VP40, GP, y cuatro en la nucleocápside: L, NP, VP35, VP30.
Replican por cuerpos de inclusión en el citoplasma. Se producen por gemación de células infectadas, y consiste en que el ARN viral y las proteínas son encapsuladas en una membrana lipídica formada de la membrana plasmática de células hospedantes.

## Inmunidad
La incapacidad del sistema inmune de combatir a estos virus puede, al menos en parte, ser debido a la compleja síntesis de una glicoproteína viral, que forma espigas heterotrímeras dentro de la membrana plasmática del virión. Los genes que codifican la síntesis de esta proteína en el virus del Ébola, mas no en el virus de Marburg, contienen un codón de parada y, como resultado, dos formas del GP ébola pueden ser producidos vía un cambio mutacional. La longitud del precursor de la proteína GP es reducida por cortes proteolíticos para formar una variante truncada, secretable (sGP). El resultado de repetir este proceso es una variedad de epítopes que confunde al sistema inmune o simplemente no le da tiempo de combatir la infección antes que el organismo sucumba a la enfermedad.
Otra proteína expresada por el virus y reconocida por el sistema inmune es el VP40, que normalmente se expresa en la membrana junto con VP24.

## Clasificación
- Plaxiavirus: 1891
- Marburgvirus, Marburg, Alemania: 1967.
- Ebolavirus, Costa de Marfil: 1994, y probablemente 2005.

Reston Ebolavirus, Reston, Virginia: 1989, 1992 y 1996.
Sudán Ebolavirus, Sudán: 1976, 1979.
Zaire Ebolavirus, Zaire: 1976, 1977, 1995, 1997.
- Cuevavirus, España: 2011.

## Epidemiología
El reservorio es desconocido y es sabido que se transmite entre humanos y nosocomial, otros por vía de monos (macacos) y manipulación de tejidos simios (Reston, Virginia), incluyendo tejidos humanos, por contaminación de jeringas usadas (Zaire), hacinamiento (Asia) y ocasionalmente por transmisión sexual.
El actual brote de ébola en Sierra Leona y Guinea (2014) se debe en gran parte a las pocas campañas de prevención del virus, además, de las condiciones sanitarias vividas por estas comunidades africanas, ha costado la vida de aproximadamente 5000 personas y según la OMS (Organización Mundial de la Salud) para diciembre de 2014 los infectados serán de cerca 10 000 personas a la semana.
El 17 de marzo de 2016, la OMS dio el brote por finalizado.